# Sosan
Sosan je město v Jižní Koreji v provincii Jižní Čchungčchong. Podle censu z roku 2010 má 163 055 obyvatel.

## Poloha a podnebí
Sosan leží na západě Jižní Korey a hranice jeho území je na severu a částečně i na jihu tvořena pobřežím Žlutého moře. Na západě hraničí s okresem Tchäan, na severovýchodě s územím města Tangdžin, na východě s okresem Hongsong a na jihovýchodě s okresem Jesan.
Podnebí je mírné, monzunové. Průměrná lednová teplota je -2 °C a průměrná srpnová teplota je 25,1 °C. Na jaře vanou silné větry z mongolské pouště a přinášejí prach zvaný hwangsa (황사). Většina srážek spadne v průměhu monzunu v letních měsících. Průměrný roční srážkový úhrn činí 1285 mm.

## Partnerská města
- Che-fej, Čína
- Takko, Japonsko
- Tenri, Japonsko